# Герцогиня (фільм)
«Герцогиня» (англ. «The Duchess») — історична драма про життя британської герцогині Джорджіани Кавендіш. Прем'єра відбулась 3 вересня 2008 року. Дітям до 13 років перегляд небажаний.

## Сюжет
Сюжет фільму базується на житті герцогині Девонширської Джорджіани Кавендіш. Краса й харизматичність принесли їй успіх у суспільстві, а екстравагантність, захоплення азартними іграми й кохання — ганьбу. Ставши зовсім юною дружиною зрілого, цинічного і байдужого до неї герцога Девонширського, Джорджіана змогла стати законодавицею моди й стилю, люблячою матір'ю, проникливою політичною маніпуляторкою, близькою до вищого світу й простих людей. Проте ядром сюжету є відчайдушний пошук кохання.

## У ролях
- Кіра Найтлі — герцогиня Джорджіана Кавендіш
- Рейф Файнс — герцог Девоншир
- Шарлотта Ремплінґ — леді Спенсер
- Домінік Купер — Чарльз Грей
- Гейлі Етвел — Бесс Фостер
- Саймон Макберні — Чарльз Джеймс Фокс
- Джорджія Кінг